# Amphineurus insulsus
Amphineurus insulsus är en tvåvingeart som först beskrevs av Frederick Wollaston Hutton 1902.  Amphineurus insulsus ingår i släktet Amphineurus och familjen småharkrankar. Inga underarter finns listade i Catalogue of Life.